# Al-Hurr ibn Abd al-Rahman al-Thaqafi
Al-Hurr ibn Abd ar-Rahman ath-Thaqafi o, simplemente, al-Hurr (en árabe, الحر بن عبد الرحمن الثقفي) fue el cuarto valí de al-Ándalus entre el 716 y 719. Fue nombrado por el valí de Ifriqiya. Fijó la capital del valiato en Córdoba.
En la primavera del 717 inició la campaña anual, marchando contra la Tarraconense Oriental donde algunos magnates godos se sometieron con rapidez. Remontó el Ebro y sometió diversas ciudades, entre ellas Pamplona.
Parece ser que en el 718 regresó a marchar contra los godos de la Tarraconense. El historiador Al Maqqari afirma que Al-Hurr conquistó Barcino y que también fue el quien atacó y destruyó Tarraco, cosa que obligó a huir al obispo san Próspero a Italia. Otros historiadores se inclinan por atribuir este hecho a Musa ibn Nusair hacia el 713. Fuera como fuera, los magnates godos leales al rey Ardón, huyeron hacia Septimania o hacia Ifrandj, nombre que los árabes daban al reino de los francos, donde fueron conocidos como hispani. Los hispani tuvieron después un importante papel en el establecimiento del dominio franco en sus regiones de origen al sur de los Pirineos.
En la primavera del 719 Al Hurr fue substituido y ocupó el cargo Al-Samh ibn Malik al-Khawlani, enviado directo del califa Umar II.

## Árabes y bereberes
Según la Crónica mozárabe, al-Hurr, tomó medidas contra los bereberes instalados en Hispania a los que reprochaba haber ocultado tesoros, es decir, probablemente, haber ocultado botín no declarado al Estado para evitar la sustracción del quinto legal o jums. Sin embargo, no sabemos si estas medidas pueden considerarse de represión contra los que habían apoyado a Musa. Una decena de años más tarde, hacia el año 729-730, tanto las fuentes árabes como la crónica cristiana hacen constar los disturbios que origina, al norte de la Península, un jefe bereber llamado Munuza, que controlaba la Cerdaña y que se había aliado con el duque Eudo de Aquitania, con cuya hija, Lampegia, se habría casado. Fue necesaria una importante expedición militar conducida, en el año 731, por el gobernador para terminar con esta disidencia. La causa de esta revuelta que evoca la crónica latina es la opresión de la que habrían sido víctimas los bereberes.